# 神之智慧
《神之智慧》是日本漫画家吉村旋所創作的漫画。

## 登場角色

### 失樂園
被流放之人的聚集地。

#### 成員
歐克斯
小時候與伊萬因持有相同願望而打開「最初之源（潘朵拉之盒）」。
伊萬
賽特
本名是賽莉提安特·伊布利斯。為大帝國·伊布力斯前任皇帝的女兒。
諾亞
該隱
亞伯

### 大帝國伊布利斯
阿卡波恩
大帝國的皇帝。2年前使用智慧，發起政變，把前任帝王一族全部殺害。
伊古瑟·金尼斯
涅古尼修·阿提卡特
艾維亞修
挨奇卡

### 大教會極樂之境
卡莉恩
大教會·極樂之境的法王，因不會受到「天罰」而被譽為「神的寵兒」。

### 其他
G·萊茲曼
前大帝國衛兵。NO.37的前保持者，因為受到「天罰」，所以雙腳都殘廢了。
艾娜
G·萊茲曼的女兒。
尼可
迪亞曼德的配送員
福克奶奶
在鎮上賣「不會腐敗的水果」。NO.41的前保持者。
伊沙貝拉
加拉提亞
經營一家古董店，將「潘朵拉之盒」交到伊萬和歐克斯手上。是和團長同一個考古隊的前輩和朋友。

## 地點

### 林多托
魅惑之館---巴維艾爾伯爵府

## 用語
神之智慧（Unknown）
在人類的未知領域內，為了做某件事，而使用的特異方法。
智慧者（Apple）
通曉智慧的人和使用智慧的人合稱。
保持者（Eve）
擁有智慧的人，但無法使用智慧。
使用者（Adam）
使用智慧的人。是保持者特定許可使用智慧的人。
潘朵拉之盒
狂笑的殺人狂（Basaker）

## 神之智慧
NO.01「絕對王神（Zeus）」
NO.02「神妃的加護（Hera）」
NO.03「守護神的要塞（Athena）」
NO.05「預神的救濟（Apollon）」
憑意識進行自然治癒讓組織的急劇分裂再生，使失去的器官恢復原狀。
NO.7「源神的憤怒（Ares）」
攻擊型智慧，外型為雷之矛。
NO.9「母大神的搏動（Demeter）」
能使地面產生劇烈搖動（地震）。
NO.16「高天之瞳（Aether）」
增強視力。
NO.25「魅神的微笑（Evos）」
犧牲12位處女，將他們的血混和飲之，就能得到各式各樣的魅力。然後，再次就由眼淚將其排出體外，就會變成魅惑的液體，喝了它的異性就會本能地成為俘虜。
NO.37「極神的引導（Coeus）」
讓身體像鋼一樣僵硬朝南北方向三天三夜，那個身體就能夠得到隨心所欲操縱磁力的力量。
NO.41「不朽的女神（Thetis）」
把所有的呼吸吐出來之後，通過體內再生成呼吸，那個呼吸就能抑制萬物的腐敗。
NO.54「（Hyperion）」
NO.54「（Hebe）」
NO.58「記憶拼接（Mnemosyne）」
將細胞液化，侵入大腦，連同記憶將智慧取出。
NO.60「（Phoebe）」
NO.62「剛雄的一擊（Achilles）」
全身的肌肉包括平滑肌也刻意停止，通過將肌肉活動集中一處，來釋放超越極限的一擊。
NO.65「英雄之翼（Ikaros）」
使用方法與地面行走相同，以空氣中的粒子為台階，踏其步行。
NO.77「（Medusa）」